# Машкарин, Владимир Петрович
Владимир Петрович Машкарин (17 марта 1956, Сарань, Карагандинская область) — депутат городской думы города Новороссийск. Депутат Законодательного собрания Краснодарского края. Депутат Государственной Думы Федерального Собрания Российской Федерации шестого созыва. Член комитета Госдумы по гражданскому, уголовному, арбитражному и процессуальному законодательству. Заместитель председателя комиссии Госдумы по правовому обеспечению развития организаций оборонно-промышленного комплекса РФ.

## Биография
В 1976 году окончил Карагандинскую высшую школу МВД СССР по специальности «Правоведение».

### Семья
Женат. Трое детей.